# Wearside Football League
Wearside Football League är en engelsk fotbollsliga i nordöstra England. Den består av en division som ligger på nivå 11 i det engelska ligasystemet. Ligan är en matarliga till Northern League Division Two. Lag kan flyttas upp till ligan från Durham Alliance League och Teesside Football League.
Trots namnet täcker ligan inte bara Wearside, utan klubbar kan komma från North Yorkshire och Cumbria.

## Historia
Ligan grundades 1892 på initiativ av Charles Kirtley, sekreterare i Sunderland Swifts. I juni 1892 skrev han ett brev som publicerades i Sunderland Daily Post and Herald den 15 juni och i Sunderland Daily Echo dagen efter. Brevet började: I have been asked by several club secretaries if an organisation under the above title could not be formed to play home-and-home matches, and see which really was the best amateur team.
Ett möte hölls i Central Coffee Tavern första tisdagen efter det att brevet publicerats. Elva klubbar var närvarande och man kom överens om att bilda en liga som började spela senare samma år. Seaham Harbour vann ligan den första säsongen utan att förlora en enda match.

## Mästare sedan 1946
| Säsong  | Mästare                    |
| ------- | -------------------------- |
| 1945-46 | Birtley Town               |
| 1946-47 | Seaham CW                  |
| 1947-48 | Easington CW               |
| 1948-49 | Easington CW               |
| 1949-50 | South Hetton               |
| 1950-51 | Sunderland 'A'             |
| 1951-52 | Sunderland 'A'             |
| 1952-53 | Boldon CA                  |
| 1953-54 | Shotton CW                 |
| 1954-55 | Boldon CA                  |
| 1955-56 | Shotton CW                 |
| 1956-57 | Shotton CW                 |
| 1957-58 | Silksworth CW              |
| 1958-59 | Langley Park CW            |
| 1959-60 | Murton CW                  |
| 1960-61 | Shotton CW                 |
| 1961-62 | Ryhope CW                  |
| 1962-63 | Ryhope CW                  |
| 1963-64 | Ryhope CW                  |
| 1964-65 | Horden CW                  |
| 1965-66 | Ryhope CW                  |
| 1966-67 | Reyrolle                   |
| 1967-68 | Horden CW                  |
| 1968-69 | Darlington Reserves        |
| 1969-70 | Horden CW                  |
| 1970-71 | Horden CW                  |
| 1971-72 | Horden CW                  |
| 1972-73 | Horden CW                  |
| 1973-74 | Blue Star Welfare          |
| 1974-75 | Boldon CA.                 |
| 1975-76 | Blue Star Welfare          |
| 1976-77 | South Shields              |
| 1977-78 | Whickham                   |
| 1978-79 | Wallsend Town              |
| 1979-80 | Hartlepool United Reserves |

| Säsong    | Mästare                     |
| --------- | --------------------------- |
| 1980-81   | Chester-le-Street Town      |
| 1981-82   | Seaham Red Star             |
| 1982-83   | Blue Star                   |
| 1983-84   | Blue Star                   |
| 1984-85   | Blue Star                   |
| 1985-86   | Coundon TT                  |
| 1986-87   | Annfield Plain              |
| 1987-88   | Whickham                    |
| 1988-89   | Dunston F.B                 |
| 1989-90   | Dunston F.B                 |
| 1990-91   | Eppleton C.W.               |
| 1991-92   | Eppleton C.W.               |
| 1992-93   | South Shields               |
| 1993-94   | Hartlepool Town             |
| 1994-95   | South Shields               |
| 1995-96   | Marske United               |
| 1996-97   | Boldon C.A                  |
| 1997-98   | Annfield Plain              |
| 1998-99   | North Shields               |
| 1999-2000 | Nissan                      |
| 2000-01   | Nissan                      |
| 2001-02   | North Shields               |
| 2002-03   | Birtley Town                |
| 2003-04   | North Shields               |
| 2004-05   | Darlington Railway Athletic |
| 2005-06   | Whitehaven Amateurs         |
| 2006-07   | Birtley Town                |
| 2007-08   | New Marske Sports Club      |
| 2008-09   | Newton Aycliffe             |
| 2009-10   | Scarborough Town            |
| 2010-11   | Ryhope Colliery Welfare     |